# Àlex Monner

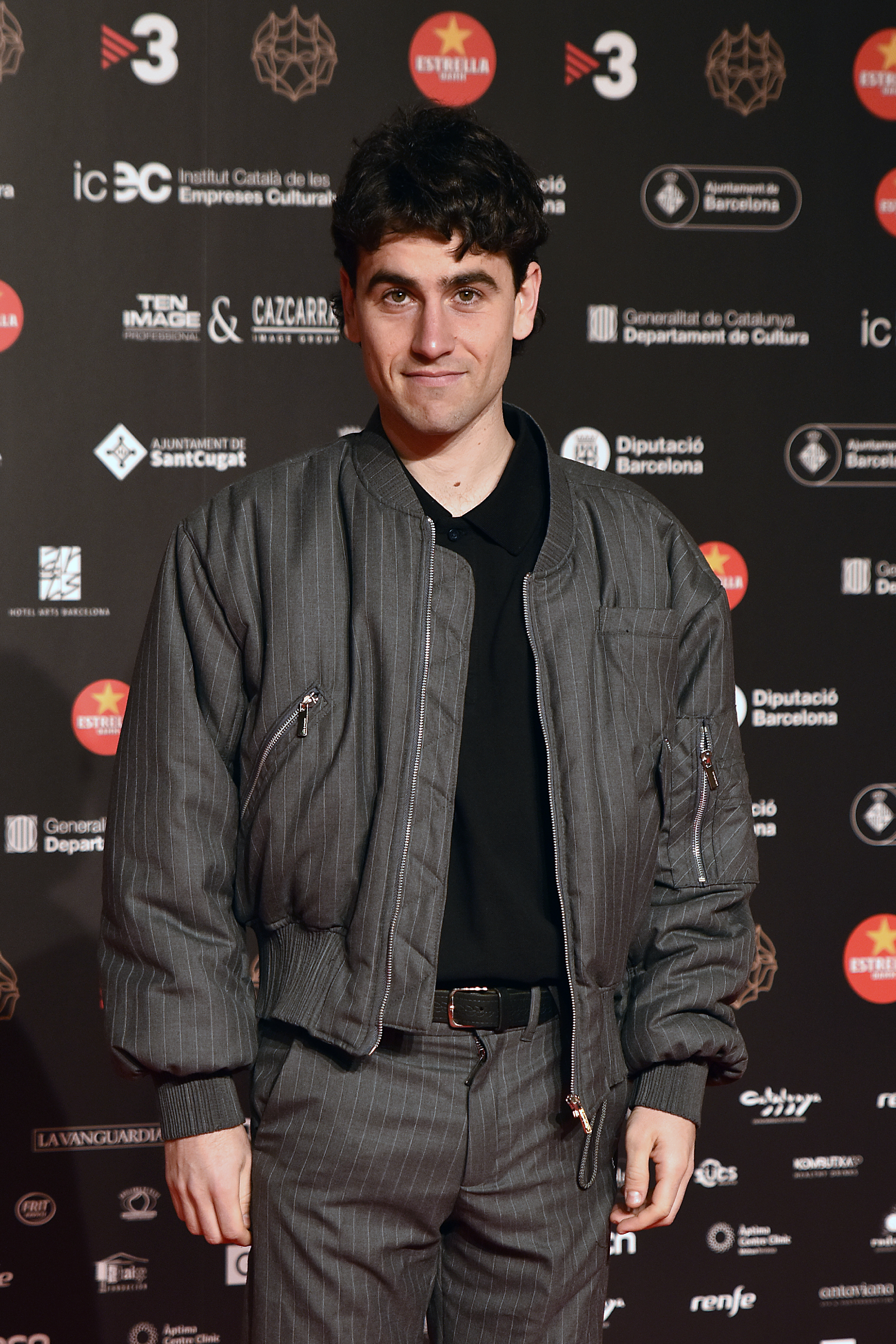
Àlex Monner (2022)

Àlex Monner Zubizarreta (* 27. Januar 1995 in Barcelona, Katalonien) ist ein spanischer Schauspieler, Synchronsprecher, Filmregisseur und Filmproduzent.

## Leben
Monner wurde am 27. Januar 1995 in Barcelona geboren. Er gab 2010 sein Filmdebüt in Héroes sowie im Kurzfilm Te odio. Von 2011 bis 2023 spielte er in der spanischen Version der Fernsehserie Club der roten Bänder in insgesamt 28 Episoden in der Rolle des Lleó mit. 2012 stellte er im Horrorfilm REC 3: Genesis die Rolle des Adrián dar. Im selben Jahr wirkte er im Film Els nens salvatges mit, wofür er 2013 auf dem Goya 2013 als bester Nachwuchsdarsteller nominiert wurde. 2015 spielte er im Horrorfilm Camp – Tödliche Ferien die Rolle des Marcos. 2017 spielte er in der Fernsehserie Sé quién eres in der Rolle des Pol Elías Castro mit. 2022 wirkte er unter anderen in drei Episoden der Fernsehserie Élite in der Rolle des Felipe sowie in acht Episoden der Fernsehserie La Ruta in der Rolle des Marc Ribó mit.

## Filmografie (Auswahl)

### Schauspiel
- 2010: Héroes
- 2010: Te odio (Kurzfilm)
- 2011: Toca’m, parla’m, estima’m... (Kurzfilm)
- 2011–2013: Club der roten Bänder (Polseres vermelles, Fernsehserie, 28 Episoden)
- 2012: REC 3: Genesis
- 2012: Els nens salvatges
- 2013: Mancharnos (Kurzfilm)
- 2013: Barcelona nit d'estiu
- 2014: Marsella
- 2014: El cas dels catalans (Fernsehfilm)
- 2014: Murieron por encima de sus posibilidades
- 2014: La fossa
- 2015: DLH (Kurzfilm)
- 2015: Just a Little Chemistry
- 2015: Cites (Fernsehserie, Episode 1x12)
- 2015: Camp – Tödliche Ferien (Summer Camp)
- 2015: The Invisible Artery (L’artèria invisible)
- 2015: Barcelona, nit d’hivern
- 2015: El primer día (Kurzfilm)
- 2015: Colmillos (Kurzfilm)
- 2016: Ebre, del bressol a la batalla (Fernsehfilm)
- 2016: Die Nächste Haut (La propera pell)
- 2016: Caçador (Kurzfilm)
- 2017: Mon germà (Kurzfilm)
- 2017: Sé quién eres (Fernsehserie, 16 Episoden)
- 2017: New Senses (Kurzfilm)
- 2017: Jelly Sandwich (Kurzfilm)
- 2018: Mira lo que has hecho (Fernsehserie, Episode 1x02)
- 2018: So ist das Leben – Life Itself (Life Itself)
- 2018: La dona del segle (Fernsehfilm)
- 2018–2020: Ein unerlaubtes Leben (Vivir sin permiso, Fernsehserie, 14 Episoden)
- 2019: Das Schweigen des Sumpfes (El silencio del pantano)
- 2019: La hija de un ladrón
- 2020: La línea invisible (Fernsehserie, 6 Episoden)
- 2020: Gang (Kurzfilm)
- 2021: Bajocero (Unter Null) (Bajo Cero)
- 2021: El Cover
- 2021: Mediterráneo
- 2021: Alopècia androgènica (Kurzfilm)
- 2021: Élite-Kurzgeschichten: Phillipe - Caye - Felipe (Elite Short Stories: Phillipe Caye Felipe, Miniserie, 3 Episoden)
- 2021: La Misión (Kurzfilm)
- 2022: Élite (Fernsehserie, 3 Episoden)
- 2022: Centauro
- 2022: Tormenta de verano (Kurzfilm)
- 2022: La Ruta (Fernsehserie, 8 Episoden)
- 2023: Sushi (Kurzfilm)

### Synchronisationen
- 2018: Heavies tendres (Zeichentrickserie, 8 Episoden)

### Filmschaffender
- 2018: Desayuna conmigo (Miniserie, Episode 1x01; Regie)
- 2019: Un chico cualquiera Rosario sólo hay una (Kurzfilm; Regie und Produktion)